# Zaus sarsi
Zaus sarsi är en kräftdjursart som beskrevs av Nicholls 1942. Zaus sarsi ingår i släktet Zaus och familjen Harpacticidae. Inga underarter finns listade i Catalogue of Life.